# Sân bay Clermont-Ferrand Auvergne

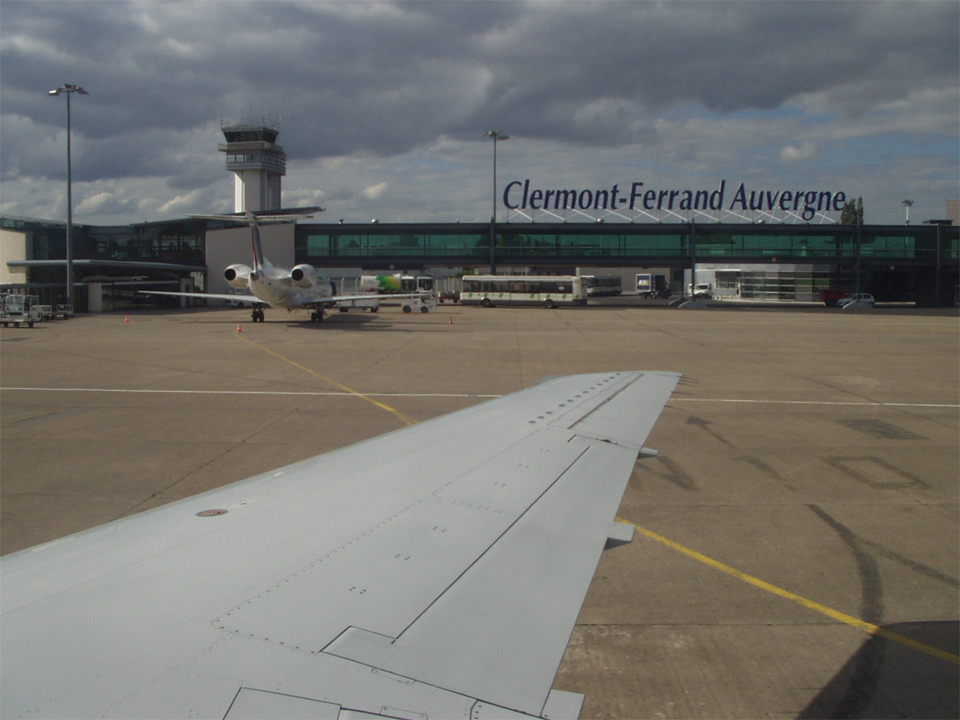
Sân bay Clermont - Ferrand Auvergne

Sân bay Clermont-Ferrand Auvergne (mã sân bay IATA:, mã sân bay ICAO:) là một sân bay phục vụ thành phố trong tỉnh thuộc vùng của Pháp. Sân bay có đường băng bằng asphalt bê tông dài mét.